# Saint-Vincent (Tarn-et-Garonne)
Saint-Vincent-d'Autéjac (korábban: Saint-Vincent) település Franciaországban, Tarn-et-Garonne megyében. Lakosainak száma 283 fő (2022. január 1.). Saint-Vincent Auty, Caussade, Mirabel, Molières, Montalzat és Réalville községekkel határos.

## Népesség
A település népessége az elmúlt években az alábbi módon változott:
| Lakosok száma | 279  | 281  | 284  | 285  | 288  | 285  | 286  | 284  | 283  |
|               | 2013 | 2015 | 2016 | 2017 | 2018 | 2019 | 2020 | 2021 | 2022 |